# Sparattanthelium
Sparattanthelium Mart. – rodzaj roślin z rodziny hernandiowatych (Hernandiaceae Blume). Według The Plant List obejmuje co najmniej 14 gatunków o nazwach zweryfikowanych i zaakceptowanych, podczas gdy kolejne dwa taksony mają status gatunków niepewnych (niezweryfikowanych). Występuje naturalnie w klimacie równikowym obu Ameryk.

## Morfologia
PokrójZimozielone krzewy i zdrewniałe liany, te drugie z bocznymi pędami skierowanymi do dołu i pełniącymi funkcję zaczepów.
LiścieNaprzemianległe, pojedyncze, całobrzegie.
KwiatyPromieniste, obupłciowe, zebrane w luźne wierzchotki dwuramienne. Rozwijają się w kątach pędów lub na ich szczytach. Nie mają podsadek. Okwiat niezróżnicowany na kielich i koronę z wolnymi lub zrośniętymi u podstawy listkami w liczbie od 4 do 5, ułożonymi w jednym rzędzie. Mają 4 lub 5 pręcików występujących na przemian z listkami okwiatu.  Słupek jest dolny, jednokomorowy.
OwocePestkowce.

## Systematyka
Pozycja systematyczna według APweb (aktualizowany system APG IV z 2016)Jeden z dwóch rodzajów podrodziny Gyrocarpoideae z rodziny hernandiowatych (Hernandiaceae) siostrzanej dla rodziny wawrzynowatych (Lauraceae) w obrębie rzędu  wawrzynowców (Laurales):
Lista gatunków
- Sparattanthelium acreanum Pilg.
- Sparattanthelium amazonum Mart.
- Sparattanthelium aruakorum Tutin
- Sparattanthelium atrum Pilg.
- Sparattanthelium borororum Mart.
- Sparattanthelium botocudorum Mart.
- Sparattanthelium burchellii Rusby
- Sparattanthelium guianense Sandwith
- Sparattanthelium septentrionale Sandwith
- Sparattanthelium tarapotanum Meisn.
- Sparattanthelium tupinambazum Mart.
- Sparattanthelium tupiniquinorum Mart.
- Sparattanthelium uncigerum (Meisn.) Kubitzki
- Sparattanthelium wonotoboense Kosterm.